# Procesy peryglacjalne
Procesy peryglacjalne – procesy wpływające na rzeźbę terenu na przedpolu lodowca. W zimnym klimacie peryglacjalnym jaki tam panuje do najważniejszych czynników rzeźbotwórczych należą wietrzenie mrozowe, soliflukcja, erozja eoliczna, deflacja.